# Hene
De Hene (Frans: Haine (België) of Hayne (Frankrijk), Duits: Henne) is een zijrivier van de Schelde. De Hene ontspringt op het Plateau van Anderlues in het Belgische Henegouwen, doorstroomt vanaf Nimy de Henekom en mondt uit in de Schelde te Condé-sur-l'Escaut, juist over de Franse grens tussen Doornik en Bergen. De waterloop heeft haar naam gegeven aan het eertijdse graafschap, thans provincie Henegouwen (Frans: Hainaut). De Hene is in haar bovenloop op vele plaatsen gekanaliseerd. Tot Bergen is de oorspronkelijke loop bewaard gebleven. Historisch vormde de Hene de grenslijn tussen de Brabantgouw en de Henegouw.

## Riviernaam
De naam van de Hene is voor het eerst betuigd als Hangna (936-57), Haina (945), Hainæ (10e eeuw), Hagna (10e eeuw), Hagnam (10e eeuw), Hainam (1034), Hagna (± 1040), Hagna (1096) en Hagnam (1158).
Volgens Maurits Gysseling komt de naam van de Hene van het Oergermaanse Haginō-, een afleiding van hagō- ‘bos’ (d.i. het Nederlandse haag). De naam zou dus verwijzen naar ‘[de rivier die] door de bossen [stroomt]’.